# Avicularia geroldi
Avicularia geroldi är en spindelart som beskrevs av Tesmoingt 1999. Avicularia geroldi ingår i släktet Avicularia och familjen fågelspindlar. Inga underarter finns listade.

## Bildgalleri

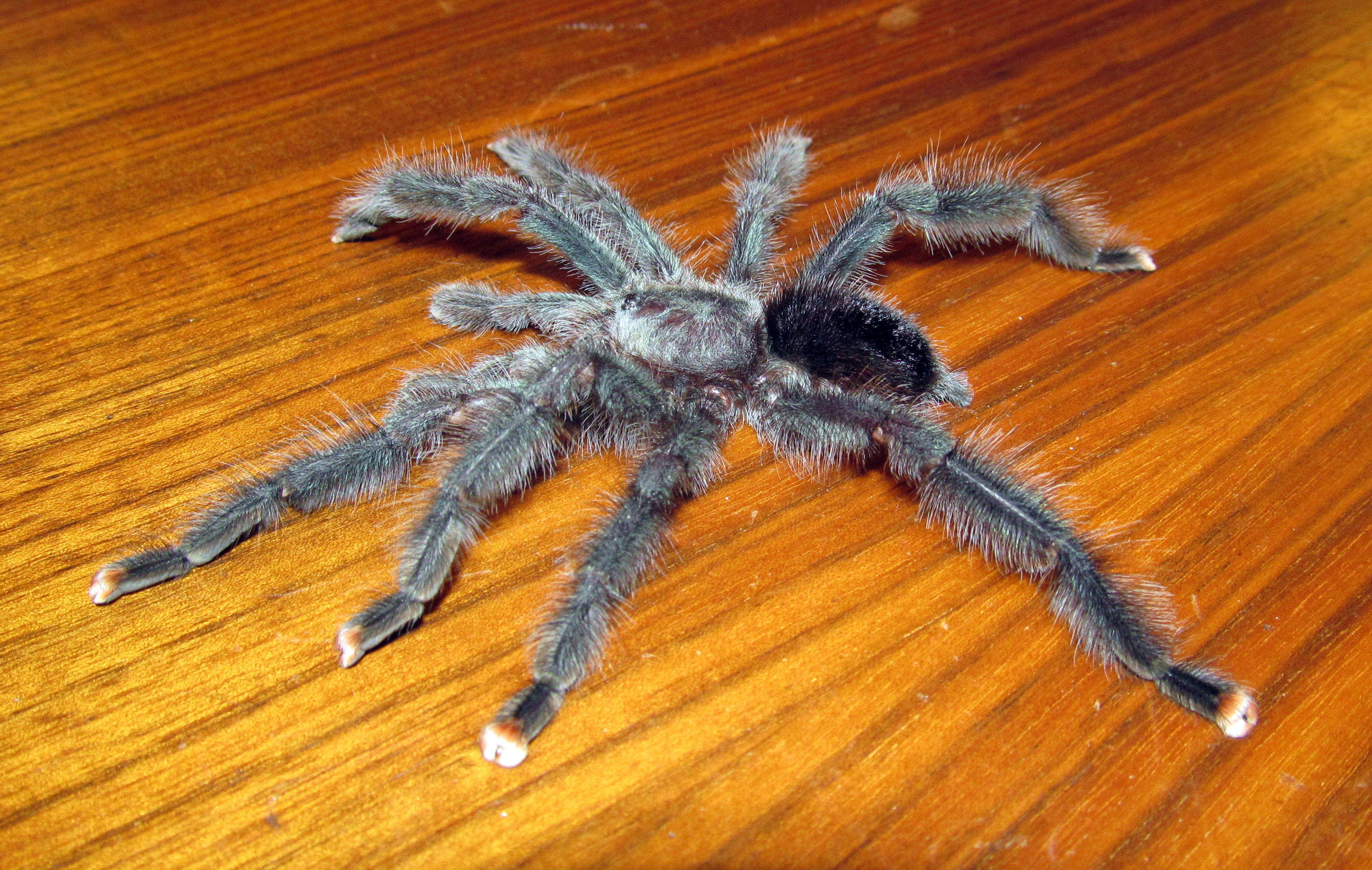
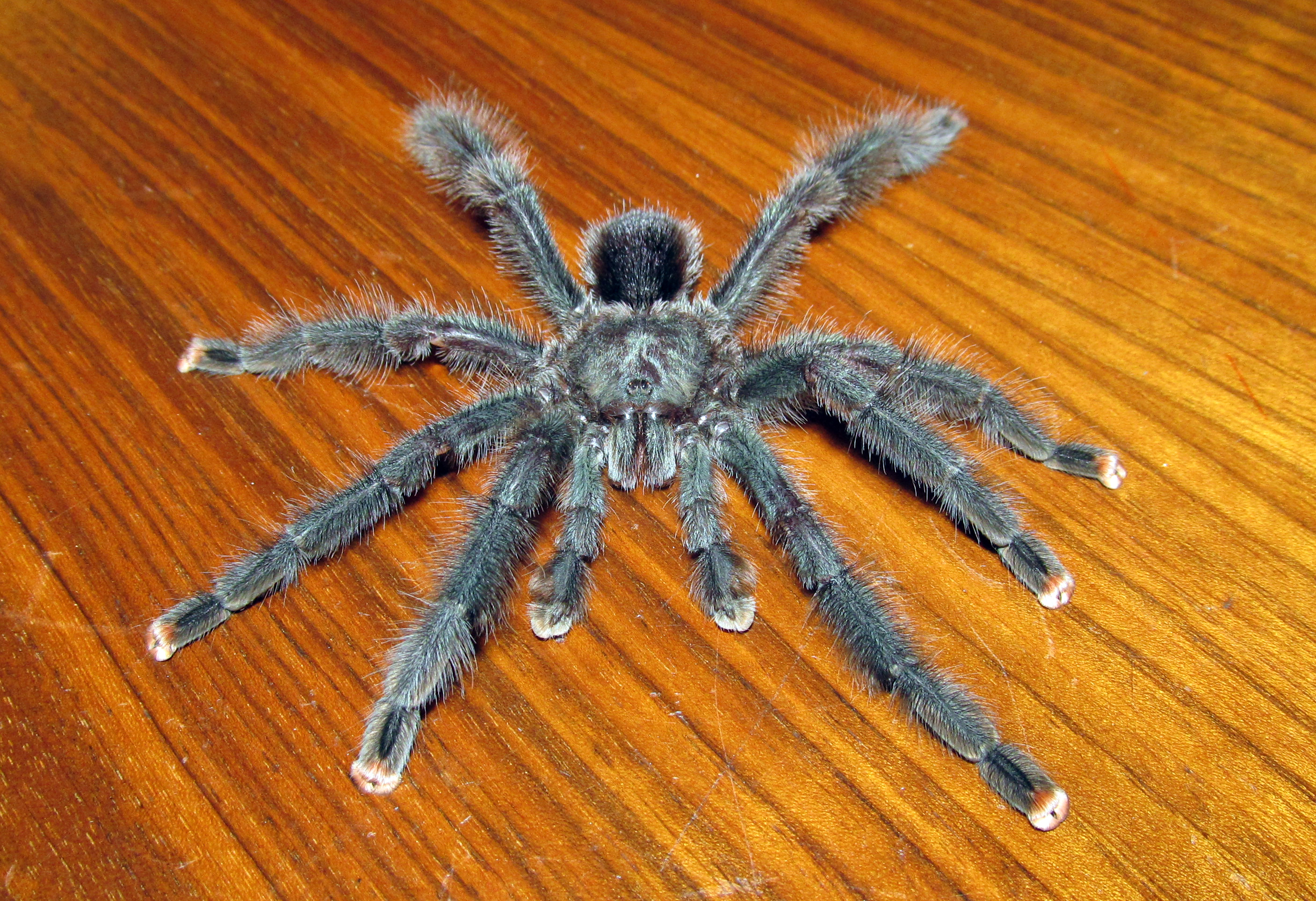
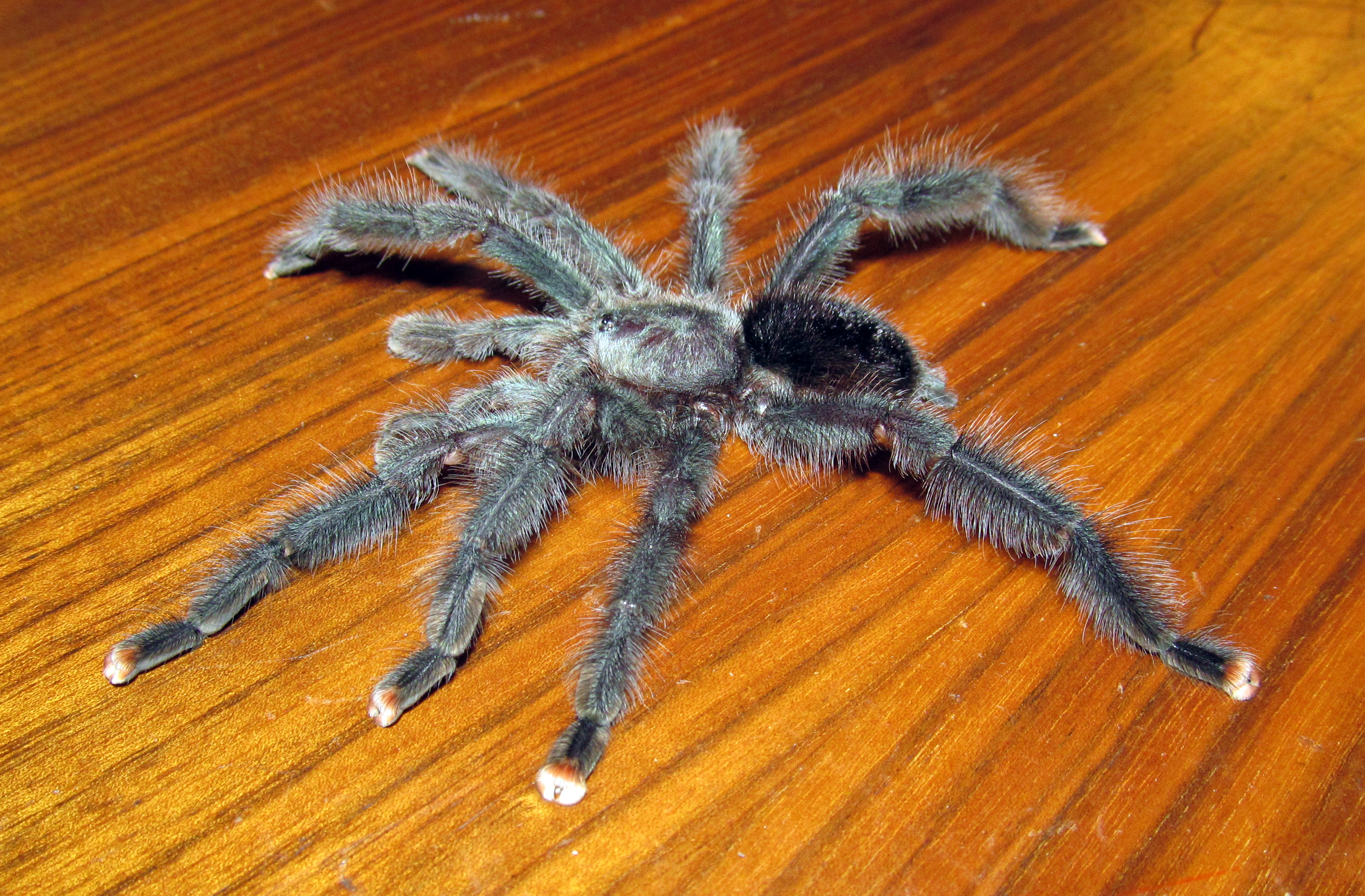
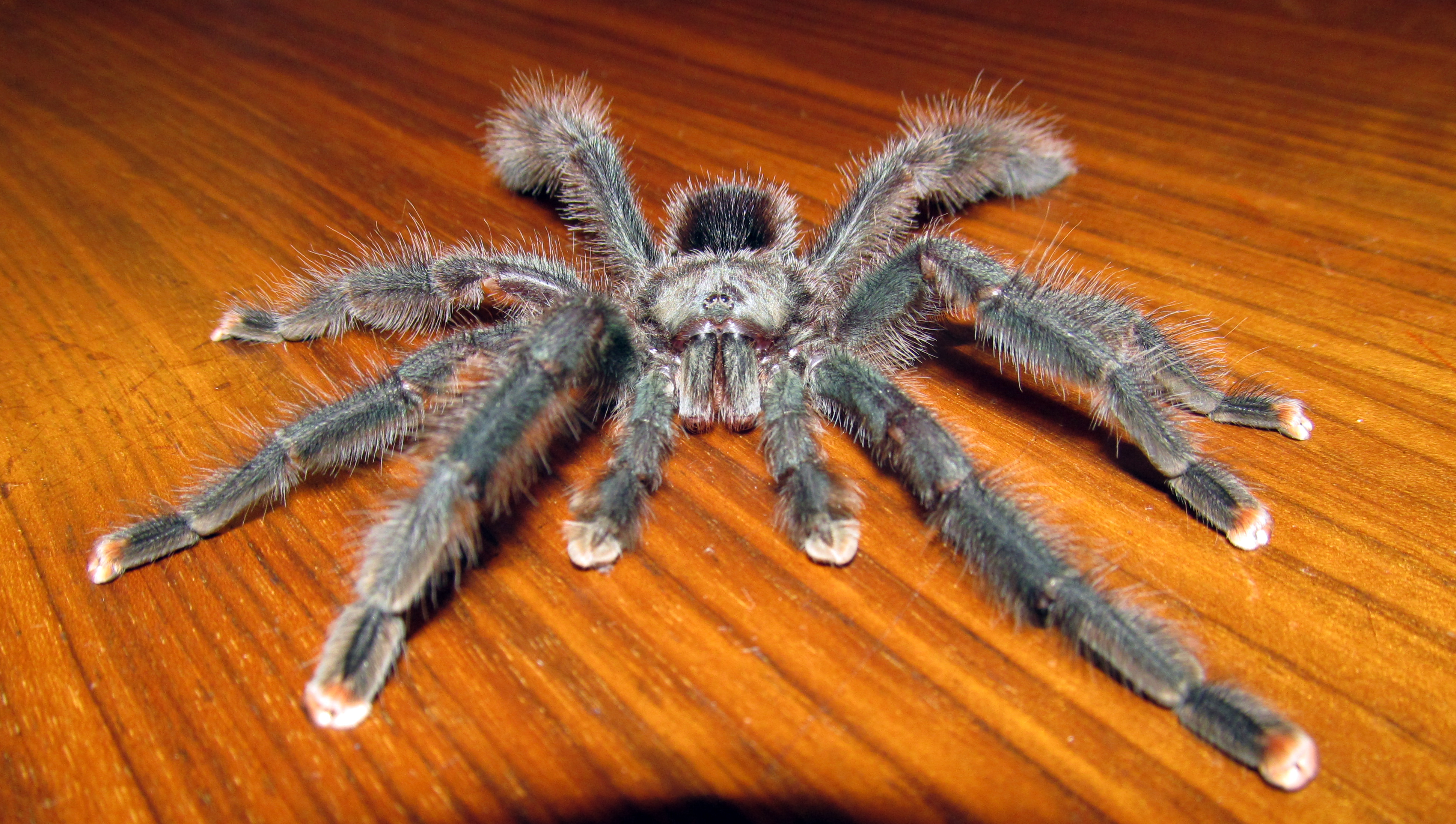